# Гемал патагонський
Гемал патагонський (інші назви: гемал південноандський, гемал чилійський, уемул південноандський, південноандський олень, лат. Hippocamelus bisulcus) — вид ссавців родини Оленевих. Один з двох видів гемала.
Загальна чисельність виду становить 1048—1500 особин (в 101 групі), чисельність гемала патагонського у Аргентині — 600—700 особин (щонайменше в 63 групах). Чисельність гемалів патагонських продовжує скорочуватися, даний вид занесений до Міжнародної Червоної книги.
Гемал патагонський (також як і андський кондор) зображений на Державному гербі Чилі.

## Зовнішній вигляд
Гемали патагонські добре адаптовані до гористого, складного рельєфу місцевості, вони мають кремезну статуру і короткі ноги. Забарвлення — від коричневого до сірувато-коричневого, на горлі — білі відмітини. Тіло завдовжки від 1,4 до 1,65 метрів, зріст — 80-90 см, вага — до 100 кг.

## Середовище проживання
Гемал патагонський є ендеміком області Анд у південній частині Південної Америки (на території Чилі та Аргентини). Цей вид живе в Андах до висот 3-5 тисяч метрів. Зазвичай олені тримаються групою, до якої входять від 2 до 8 тварин, літо проводять у високогір'ї, взимку переходять нижче (до висоти 1000 метрів), іноді спускаються в долини. Гемали патагонські активні в сутінках, днем ховаються серед скель.
Гемал є травоїдною твариною, що живиться в основному чагарниками, травами і бруньками дерев, а також лишайниками.

## Етимологія
грец. ἵππος — «кінь», грец. κάμηλος — «верблюд», лат. bisulcus — «роздвоєний» (маються на увазі роздвоєні роги гемала патагонського).

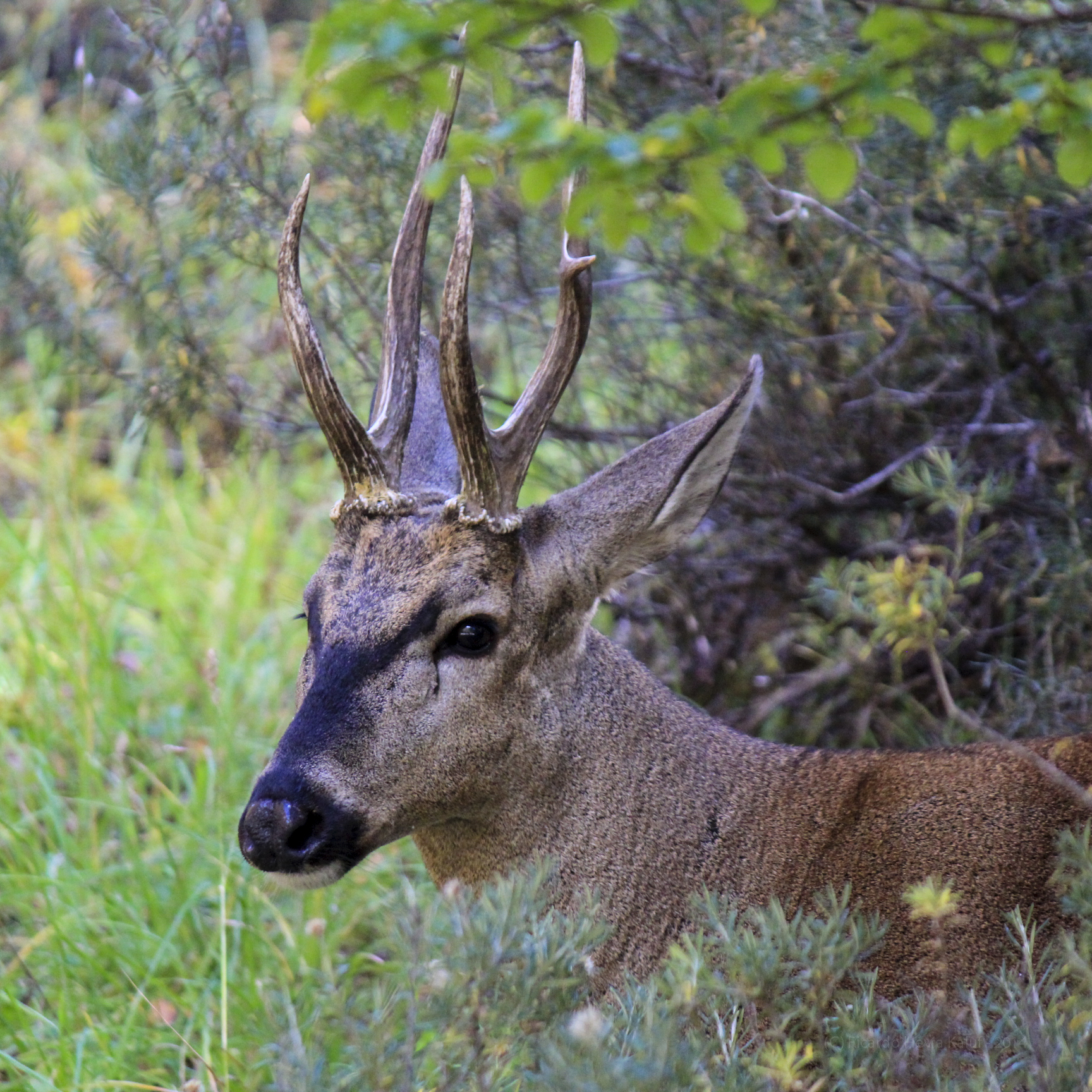
Гемал патагонський у заповіднику «Серро-Кастільо»
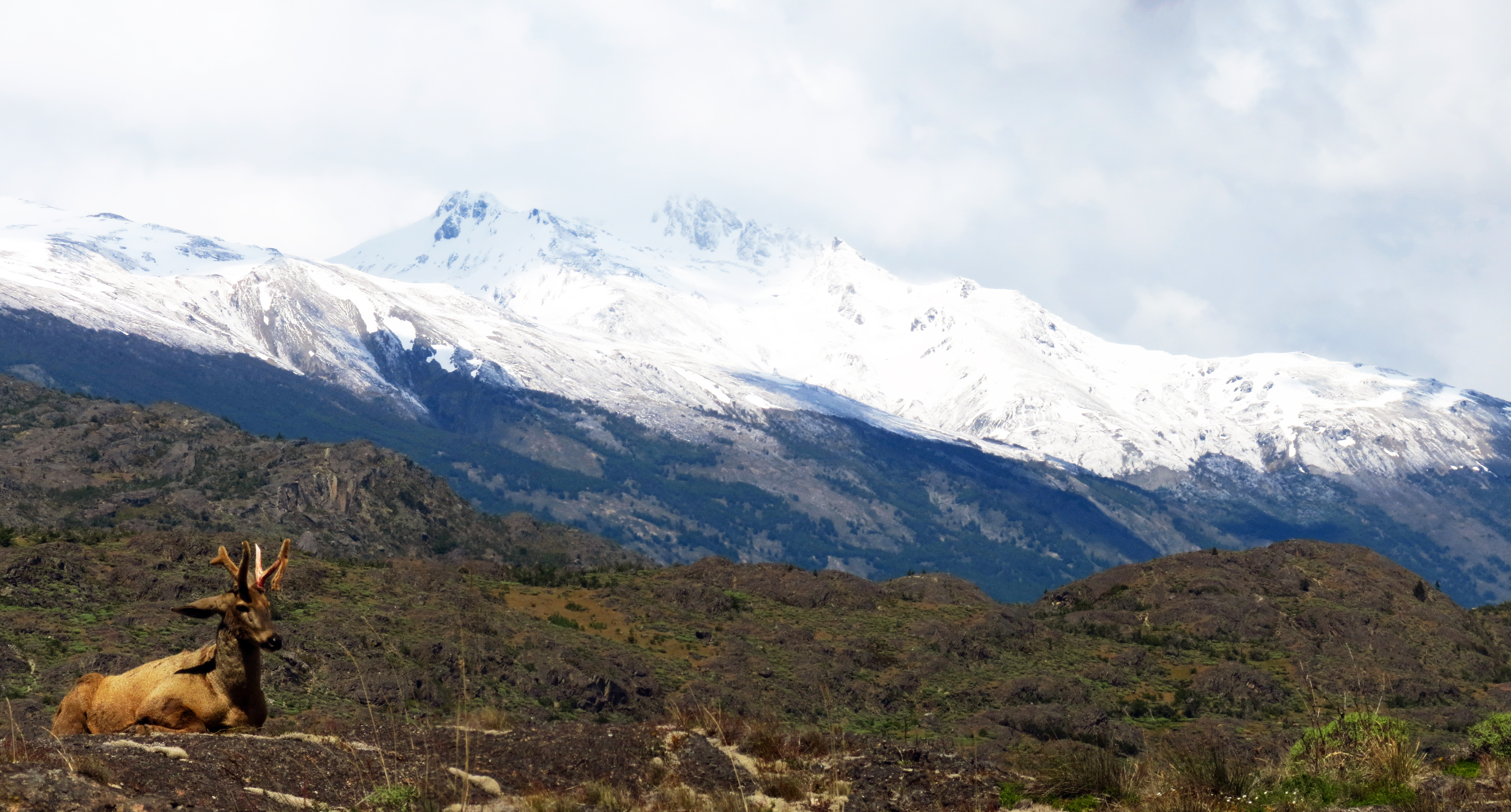
Гемал патагонський біля Кокрана
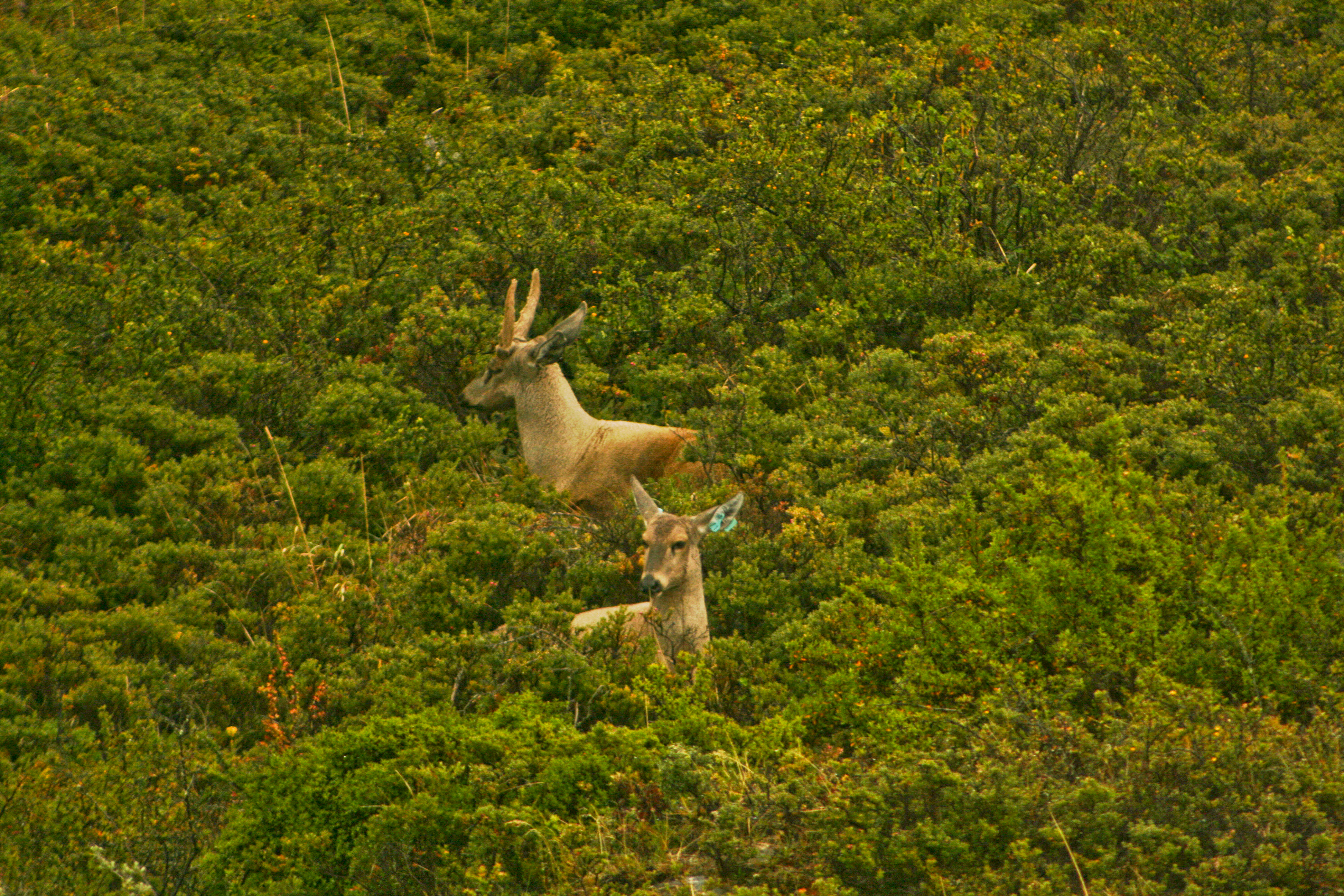
Гемали патагонські у національному парку Торрес-дель-Пайне
Гемал патагонський і кондор андійський на Гербі Чилі